# Strada statale 334 del Sassello
La strada statale 334 del Sassello (SS 334), è una strada statale italiana.

## Percorso

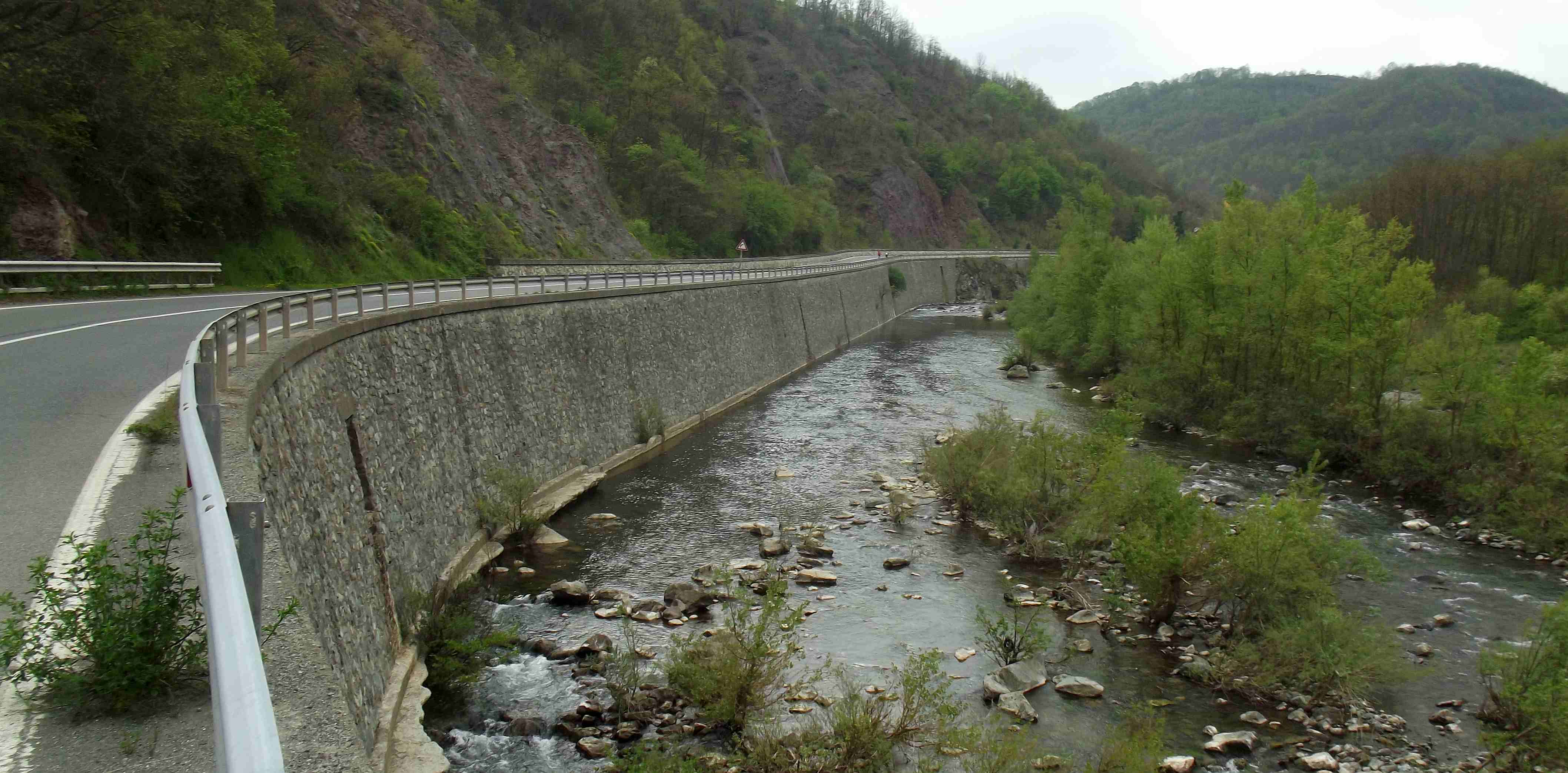
La strada nella media valle Erro

La strada ha origine nel comune di Albisola Superiore dall'innesto con la strada statale 1 Via Aurelia. Il tracciato si allontana dalla costa raggiungendo Stella e il bivio per la ex strada statale 542 di Pontinvrea, superato il quale la strada affronta il colle del Giovo (516 m s.l.m.).
Il percorso continua verso Sassello e il ponte dell'Erro, col quale sconfina in Piemonte al km 28+647. Scende quindi lungo il percorso del fiume Erro, attraversando i comuni di Cartosio e Melazzo.
Il tracciato termina alle porte di Acqui Terme innestandosi sulla strada statale 456 del Turchino.

## Storia

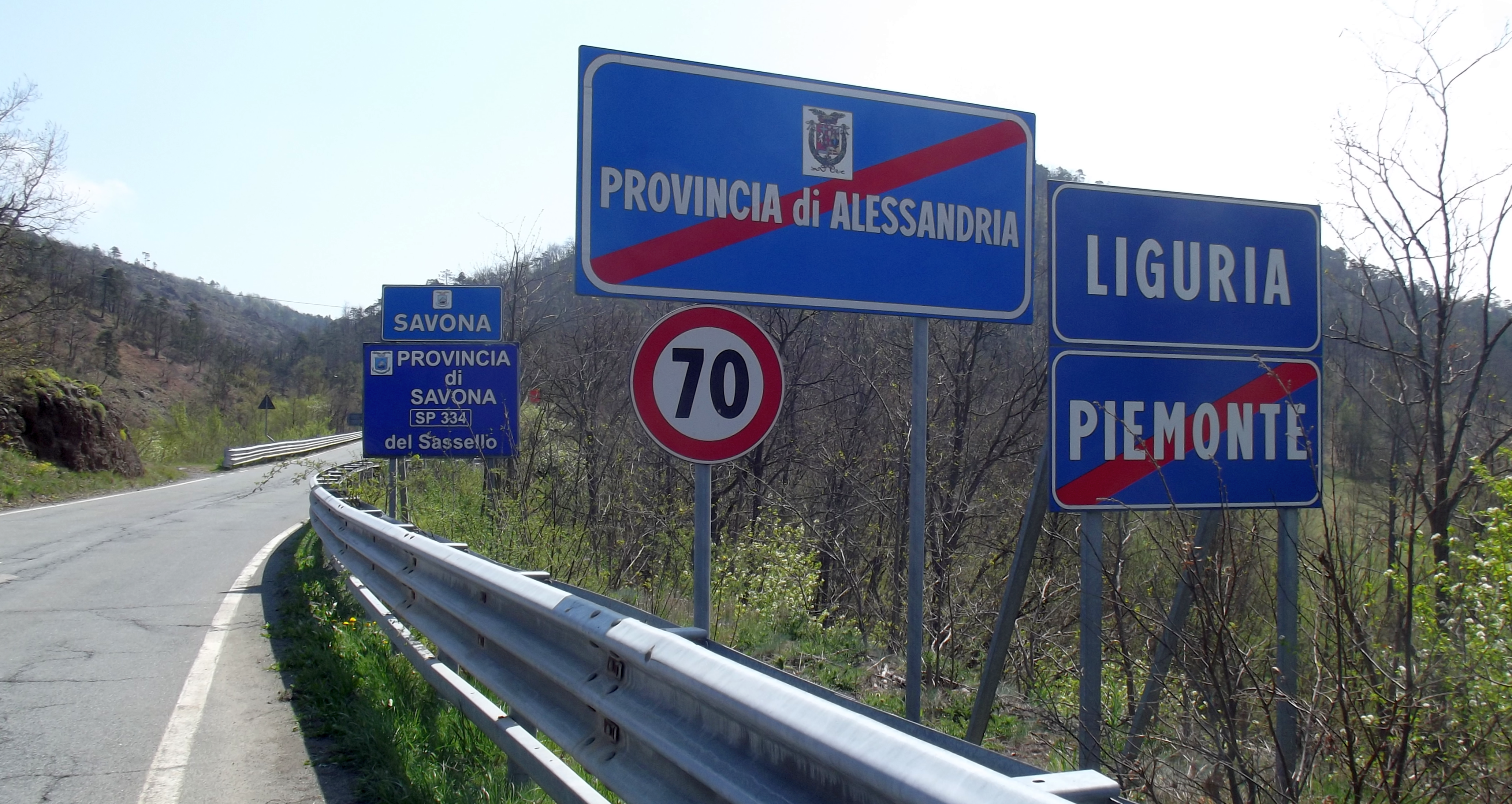
La strada al confine tra Piemonte e Liguria

In seguito al decreto legislativo n. 112 del 1998, dal 2001 la gestione del tratto ligure è passata dall'ANAS alla Regione Liguria, che ha provveduto al trasferimento dell'infrastruttura al demanio della Provincia di Savona; la gestione del tratto piemontese è invece passata dall'ANAS alla Regione Piemonte, che ha provveduto al trasferimento dell'infrastruttura al demanio della Provincia di Alessandria.
Dal 1º agosto 2018, solamente in Liguria, la strada è tornata di competenza ANAS nell'ambito del piano Rientro Strade.
Dall'11 maggio 2021 anche i tratti in Piemonte sono tornati di competenza ANAS